# 索里亚内洛
索里亚内洛（義大利語：Sorianello），是意大利维博瓦伦蒂亚省的一个市镇。总面积9平方公里，人口1221人，人口密度135.7人/平方公里（2009年）。